# Xenon 2: Megablast
Xenon 2: Megablast ist ein Shoot-’em-up-Computerspiel, das 1989 von der Firma Bitmap Brothers entwickelt wurde. Vermarktet wurde das Spiel von Image Works. Anfangs wurde es für Amiga, Atari ST, MS-DOS und Acorn Archimedes veröffentlicht. Es ist der Nachfolger des 1988 erschienenen Spieles Xenon (auch als Kelly X veröffentlicht).

## Spielbeschreibung
Der Spieler steuert über fünf senkrecht scrollende Level hinweg ein Raumschiff und versucht diverse Gegner zu zerstören, bzw. diesen auszuweichen. Mindestens einmal pro Level muss er sich zudem mit einem Endgegner befassen. 
Im Vergleich zu ähnlichen Shoot-’em-up-Computerspielen aus dieser Zeit bietet Xenon 2 einige Innovationen: Das Power-up-System basiert nicht nur auf Verbesserungen, die der Spieler mit dem Raumschiff einsammelt. Es wurde zudem eine Art Währung eingeführt, mit der der Spieler zweimal pro Level in einem Laden neue Ausrüstungsgegenstände kaufen kann. Auch lässt das Scrolling dem Spieler eine gewisse Freiheit. So ist es möglich, dieses durch Gegensteuern zum Stillstand zu bringen und sogar umzukehren.

## Musik
Ebenfalls eine Neuerung zu Spielen der 1980er-Jahre stellt der Soundtrack dar. Als eines der ersten Spiele besitzt Xenon 2 digitalisierte Musik eines aus den Charts bekannten Lieds. Der Titel Megablast von Bomb the Bass wird im Intro fast originalgetreu wiedergegeben. Im Spielverlauf wird eine von David Whittaker angepasste Version verwendet. Ein herausstechendes Merkmal des Titeltracks ist ein Loop, der dem Soundtrack des Films Assault – Anschlag bei Nacht entnommen wurde.

## Portierungen
Xenon 2 wurde 1991 für CDTV veröffentlicht. 1992 folgten Konvertierungen auf Game Boy, Sega Master System und Sega Mega Drive. Im englischen Computermagazin PC Format wurde im Jahr 2000 eine veränderte Version auf der Heft-CD als Xenon 2000 veröffentlicht. Weiterhin existiert eine Version für die japanischen Sharp-X68000-Computer, für den Atari ST und für den Commodore Amiga.
2016 erschien eine offiziell von den Bitmap Brothers autorisierte Umsetzung für den Atari Jaguar.

## Sonstiges
Eine im Spiel käuflich zu erwerbende Verbesserung stellt die so genannte „Super Nashwan Power“ dar. Diese rüstet das Raumschiff des Spielers für zehn Sekunden mit den maximal möglichen Extrawaffen aus. Im 1990 von den Bitmap Brothers produzierten Spiel Speedball 2 ist „Super Nashwan“ die spielstärkste computergesteuerte Mannschaft.

## Kritik
Das Spiel wurde generell sehr positiv in der Fachpresse aufgenommen. Vor allem wurden die Grafik, die angesprochenen Innovationen, der Schwierigkeitsgrad und der Soundtrack erwähnt.

„Eine rassige Grafik kombiniert mit einem [sic] wahren Soundorgie von BOMB THE BASS zeichnen einerseits diesen Tophit aus.“

„Wahnsinn, was sich an edelster Grafik und Animation auf dem Monitor tummelt.[...] Vor allem konnte mich Xenon II spielerisch überzeugen.“